# ОШ „Чегар” Ниш
ОШ „Чегар” једна је од основних школа у Нишу. Налази се у улици Школска бб, у општини Пантелеј.

## Историјат
Основна школа „Чегар” је отпочела је са радом 1965. године у насељу Моша Пијаде, у једном делу тада тек саграђеног објекта. До 1970. је радила са дванаест одељења млађих разреда, као истурено одељење ОШ „Његош”. У школи тада није било водовода па је постављен хидрофор који је вукао воду из бунара. Градски водовод је у школску зграду стигао 1969—1970. када је бунар затрпан. Од 1. септембра 1970. почиње са радом као самостална осморазредна школа када је добила назив Основна школа „Чегар”. На почетку школске 1970—1971. године је имала тридесет и пет одељења и 1108 ученика. У матичној школи је радило тридесет и једно одељење и четири у издвојеном одељењу у Доњој Врежини. Припојена су 1973—74. осморазредна одељења из Малче и Горње Врежине и четвороразредна одељења из Јасеновика и Врела. Припајањем издвојених одељења матичној школи, ова школа је постала скоро највећа у граду. У том периоду је достигла највећи број одељења и ученика: имала је шездесет и девет одељења и 1802 ученика. У то време је школа радила у изузетно неповољним условима. Због недостатка простора радило се у три смене, а број ученика је стално растао. Услед наглог ширења града и великог прилива нових ученика, а због недостатка простора за њихов пријем, 1982—1983. из њеног састава се издваја један број одељења и формира Основна школа „Родољуб Чолаковић” у чији састав улази и осморазредно одељење у Малчи и четвороразредно одељење у Врелу, а матичној школи „Чегар” остају осморазредно одељење у Горњој Врежини и четвороразредно одељење у Јасеновику. Од 2009—2010. се настава изводи у продуженом боравку за ученике првог разреда, а од 2010—2011. за ученике другог разреда. Верификована је и за обављање делатности предшколског васпитања и образовања остваривањем припремног предшколског програма. Од 2014—2015. издвојено одељење из Јасеновика ради у саставу Основне школе „Јован Јовановић Змај“ у Малчи на основу одлуке о мрежи основних школа на територији града Ниша.

## Догађаји
Догађаји Основне школе „Чегар”:
- Савиндан
- Дан школе
- Дан математике
- Дан толеранције
- Дан дигиталног учења
- Дан за дечија права
- Спортски дан
- Међународни дан жена
- Међународни дан остарелих лица
- Државни празник Сретење
- Европска ноћ истраживача
- Европски дан језика
- Европска недеља програмирања
- Светска недеља свемира
- Светски дан поезије
- Светски дан девојчица
- Нишки сајам књига
- Манифестација „Стоп! Сви на спорт!”
- Пројекат „Здрава храна”
- Пројекат „Мисија Х – Вежбај као астронаут”
- Пројекат „Гледај вебинар, буду безбедан”